# Aguilar de Codés
Aguilar de Codés (en basc no oficial Aguilar Kodes) és un municipi de Navarra, a la comarca d'Estella Occidental, dins la merindad d'Estella. Limita al nord amb Cabredo, Genevilla i Kanpezu; al sud, Viana, Aras i Labraza; a l'oest, Lapoblación i Marañón; i a l'est, Azuelo.

## Topònim
La localitat s'ha anomenat tradicionalment Aguilar. El seu nom al·ludeix a la seva ubicació en un altiplà a 731 metres d'altura i als peus de la Serra de Codés,. Aquest altiplà es troba en el més alt de la vall d'Aguilar i des d'ella Aguilar de Codés domina totes les localitats veïnes. Julio Caro Baroja va assenyalar que en romanç Aguilar és un nom típicament topogràfic que indica llocs alts. En la dècada de 1910 la Reial Societat Geogràfica va afegir l'apel·latiu de Codés al nom oficial d'Aguilar per a distingir-lo d'altres poblacions homònimes existents a Espanya com Aguilar de Campoo, Aguilar de la Frontera, Aguilar del Río Alhama o Aguilar del Alfambra. Codés prové de la veïna Serra de Codés que tanca la vall d'Aguilar pel nord.

## Demografia
| Evolució demogràfica                                        | Evolució demogràfica | Evolució demogràfica | Evolució demogràfica | Evolució demogràfica | Evolució demogràfica | Evolució demogràfica | Evolució demogràfica | Evolució demogràfica | Evolució demogràfica | Evolució demogràfica |
| 1996                                                        | 1998                 | 1999                 | 2000                 | 2001                 | 2002                 | 2003                 | 2004                 | 2005                 | 2006                 | 2007                 |
| ----------------------------------------------------------- | -------------------- | -------------------- | -------------------- | -------------------- | -------------------- | -------------------- | -------------------- | -------------------- | -------------------- | -------------------- |
| 112                                                         | 108                  | 106                  | 105                  | 101                  | 106                  | 110                  | 111                  | 109                  | 106                  | 110                  |
| Fonts: Aguilar de Codés i Institut d'Estadística de Navarra |                      |                      |                      |                      |                      |                      |                      |                      |                      |                      |

## Història
Fou fundada en 1219 per Sanç VII el Fort.

## Personatges il·lustres
- Joaquín Martínez de Zúñiga y Díaz de Ilarraza
- Juan Antonio Guergué y Yániz